# Bruno Hunziker
Pour les articles homonymes, voir Hunziker.
Bruno Hunziker, né le 10 février 1930 à Winterthour (originaire d'Oberkulm et Aarau) et mort le 27 mars 2000 à Aarau, est une personnalité politique suisse, membre du Parti radical-démocratique.
Il est député du canton d'Argovie au Conseil national de fin 1977 à fin 1987, puis au Conseil des États jusqu'à fin 1991.

## Biographie
Bruno Hunziker naît le 10 février 1930 à Winterthour, dans le canton de Zurich. Il est originaire d'Oberkulm et d'Aarau, dans le canton d'Argovie. Son père, Adolf, est aubergiste à Möhlin ; sa mère est née Elise Herzog.
Après le gymnase suivi à Bâle, il fait des études de droit à l'Université de Bâle, puis exerce le métier d'avocat, spécialisé dans le droit international et le droit des sociétés, de 1957 à 1968.
Après s'être retiré de la politique en 1991, il occupe le poste de directeur de la société financière Motor-Columbus pendant deux ans, puis redevient avocat.
Il a le grade de lieutenant-colonel à l'armée. Il est également un pianiste accompli.
Il se marie à deux reprises, la première fois avec Esther Niedermann, puis en 1969 avec Susanne Metzger. Il est père de quatre enfants.
Il meurt le 27 mars 2000 à l'hôpital cantonal d'Aarau, à l'âge de 70 ans, des suites d'une longue maladie.

## Parcours politique
Il rejoint le Parti radical-démocratique au terme de ses études.
Il est député et rapidement chef de groupe au Grand Conseil du canton d'Argovie de 1965 à 1968, puis devient conseiller d'État jusqu'en 1976. Au gouvernement, il dirige le département des travaux publics jusqu'en 1969, notamment lors de l'occupation du site destiné à accueillir la centrale nucléaire de Kaiseraugst, puis celui de la santé.
Il siège ensuite au Conseil national pendant deux législatures, du 28 novembre 1977 au 29 novembre 1987, puis au Conseil des États, où il succède à Hans Letsch (de), du 30 novembre 1987 à 24 novembre 1991. Il renonce à se présenter pour une nouvelle législature, estimant la charge trop lourde en plus de son activité professionnelle. Il préside par ailleurs le PRD de 1983 à 1989, remettant son mandat pour raisons de santé.
Il est présenté par son parti cantonal en 1982 pour succéder à Fritz Honegger au Conseil fédéral, mais n'est pas retenu comme candidat officiel du parti national. Il est en revanche candidat officiel de son parti deux ans plus tard, en 1984, aux côtés d'Elisabeth Kopp, pour succéder à Rudolf Friedrich, mais c'est cette dernière qui est élue par 124 voix contre 95. Approché après la démission de celle-ci en 1988, il refuse d'être à nouveau candidat.

### Positionnement politique
Proche de l'économie, pro-nucléaire et anti-étatiste (il dépose en 1981 une motion visant à privatiser des tâches régaliennes), il défend des valeurs conservatrices. Il se situe sur l'aile droite de son parti. Lui-même se déclare un partisan inconditionnel de l'économie sociale de marché.

## Autres activités
Il siège pendant des années dans plusieurs conseils d'administration et préside notamment celui de la Nouvelle Banque d'Argovie avant sa reprise par Crédit suisse.
Il préside également la Fondation suisse pour l'énergie.